# Inter-Provincial Cup 2024
Die Inter-Provincial Cup 2024 (aus Sponsoringgründen auch 2024 Men’s Rario Inter-Provincial Series) war die zwölfte Saison des nationalen List-A-Cricket-Wettbewerbes in Irland, der vom 9. Mai bis zum 11. September 2024 ausgetragen wurde. Der Leinster Lightning gewann das Wettbewerb.

## Format
Jede Mannschaft spielte gegen jede andere jeweils zwei Mal. Für einen Sieg gab es 4 Punkte, für ein No Result oder Unentschieden 2 Punkte. Des Weiteren gab es einen Bonuspunkt, wenn die Run Rate 1,25-mal größer ist als die des Gegners ist.

## Resultate
Tabelle
| Teams               | Sp. | S | N | U | R | NR | BP | Ded | Punkte | NRR    |
| ------------------- | --- | - | - | - | - | -- | -- | --- | ------ | ------ |
| Leinster Lightning  | 6   | 3 | 2 | 0 | 0 | 1  | 3  | 0   | 17     | +0.956 |
| Northern Knights    | 6   | 3 | 2 | 0 | 0 | 1  | 3  | 0   | 17     | +0.719 |
| Munster Reds        | 6   | 3 | 3 | 0 | 0 | 0  | 1  | 0   | 13     | −0.537 |
| North West Warriors | 6   | 1 | 3 | 0 | 0 | 2  | 0  | 0   | 8      | −0.990 |

Spiele
| 9. Mai Scorecard | Belfast | Northern Knights 244 (48.4)           | – | North West Warriors 126 (34) |
|                  |         | Northern Knights gewinnt mit 118 Runs |   |                              |

| 15. Mai Scorecard | Wicklow | Leinster Lightning 173 (41.2)      | – | Munster Reds 176-6 (31) |
|                   |         | Munster Reds gewinnt mit 4 Wickets |   |                         |

| 22. Mai Scorecard | Magheramason | North West Warriors 227 (41.4) | – | Leinster Lightning 49-1 (9) |
|                   |              | No Result                      |   |                             |

| 29. Mai Scorecard | Belfast | Northern Knights 279-7 (43)                       | – | Munster Reds 128 (23.5/27) |
|                   |         | Northern Knights gewinnt mit 81 Runs (D/L method) |   |                            |

| 5. Juni Scorecard | Wicklow | North West Warriors 231 (49)       | – | Munster Reds 232-8 (49.2) |
|                   |         | Munster Reds gewinnt mit 2 Wickets |   |                           |

| 5. Juni Scorecard | Belfast | Leinster Lightning 132 (35.3/47)                    | – | Northern Knights 131-2 (20.2/47) |
|                   |         | Northern Knights gewinnt mit 8 Wickets (D/L method) |   |                                  |

| 8. August Scorecard | Cork | Leinster Lightning 242 (44.3)           | – | Munster Reds 119 (26.1) |
|                     |      | Leinster Lightning gewinnt mit 123 Runs |   |                         |

| 15. August Scorecard | Eglinton | Northern Knights | – | North West Warriors |
|                      |          | Spiel abgesagt   |   |                     |

| 22. August Scorecard | Cork | Northern Knights 174 (32.4)        | – | Munster Reds 176-7 (42.1) |
|                      |      | Munster Reds gewinnt mit 3 Wickets |   |                           |

| 29. August Scorecard | Dublin | North West Warriors 128 (34)             | – | Leinster Lightning 132-4 (21.2) |
|                      |        | Leinster Lightning gewinnt mit 6 Wickets |   |                                 |

| 5. September Scorecard | Magheramason | North West Warriors 292-8 (50)          | – | Munster Reds 224 (36.1) |
|                        |              | North West Warriors gewinnt mit 68 Runs |   |                         |

| 11. September Scorecard | Wicklow | Northern Knights 154 (25)                | – | Leinster Lightning 157-1 (17.3) |
|                         |         | Leinster Lightning gewinnt mit 9 Wickets |   |                                 |